# Biserica Sfântul Ierarh Nicolae din Roznov
Biserica Sfântul Ierarh Nicolae cunoscută și ca Biserica Roznovanu, este un lăcaș de cult ortodox aflat în orașul Roznov din județul Neamț. Este inclusă în Lista monumentelor istorice din județul Neamț având cod LMI NT-II-m-B-10696.

## Caracteristici
Are hramul sfinților ierarhi Nicolae și Alexandru.
Se află în parcul din centrul localității Roznov, fiind zidită într-un stil arhitectural slavon-bizantin. 
Este ctitorită de colonelul Gheorghe Ruset Roznovanu, om politic român de la sfârșitul secolului al XIX-lea.
Pictura în frescă a interiorului a fost lucrată între anii 1913-1915, de Costin Petrescu.